# 색

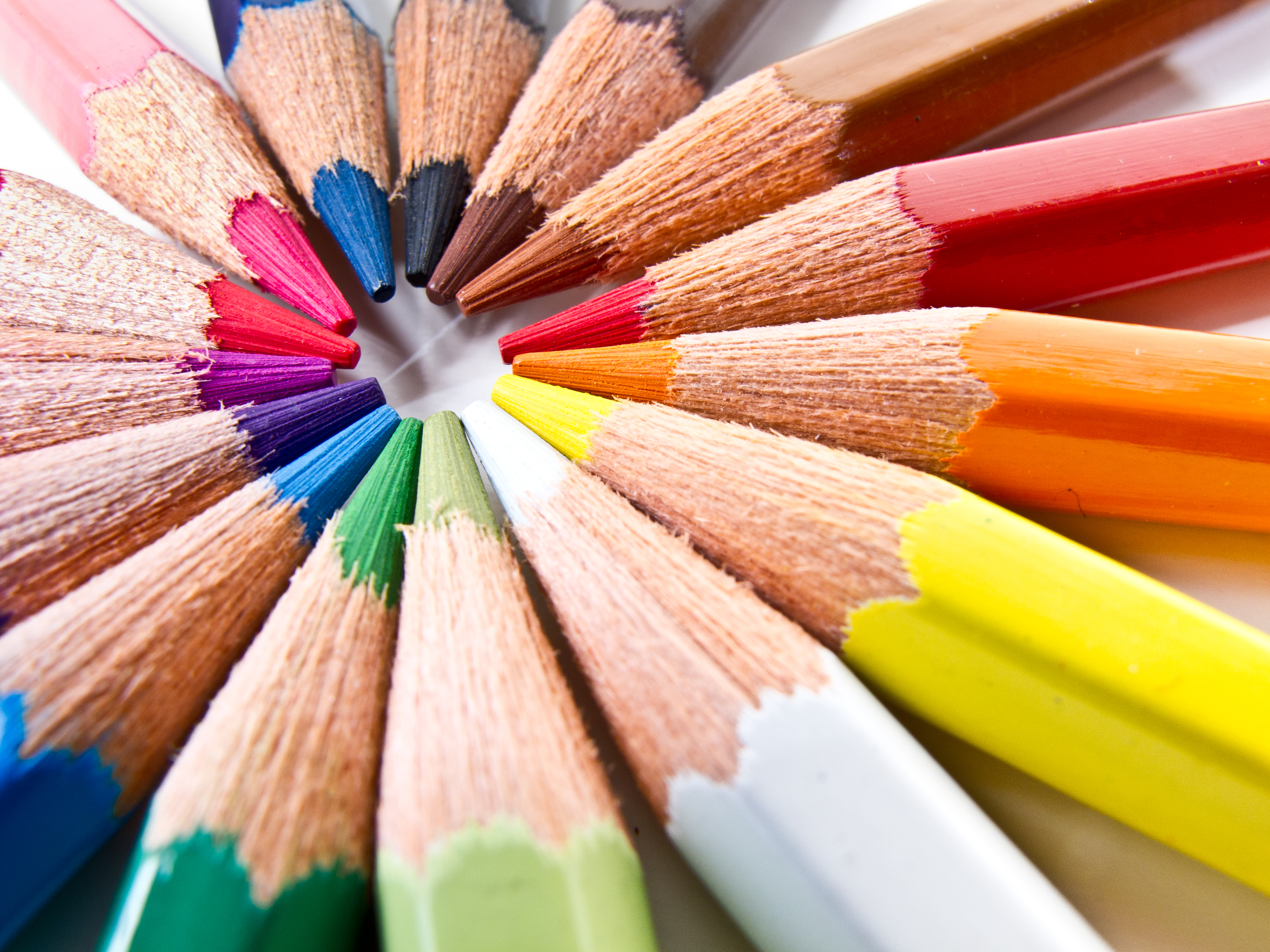
색연필

색(色), 색깔(色-, 문화어: 색갈),또는 빛깔(문화어: 빛갈)은 색각으로 느낀 빛의 주파수(또는 파장)의 차이에 따라 다르게 느껴지는 색상들을 말한다. 갈색, 고동색과 같이 서로 다른 색상들에 대해 붙인 이름들을 말하기도 한다. 한편 물체에 색을 칠하는 행위를 도색이라고 한다.

## 주요 속성
특정한 색을 나타내는 주요 속성으로는 색상, 채도, 명도가 있다. 색상은 빛의 파장과 밀접한 관련을 갖는다. 채도는 빛의 선명도를 나타내는 지표이다. 명도는 빛의 밝기를 나타내는 지표이다.

## 물질의 색
주변에서 공기·물·유리 등과 같은 색이 없는 것을 헤아려 보면 별로 많지 않음을 알게 될 것이다. 우리 주변은 색이 없는 것이 없다고 해도 과언이 아닐 만큼 천연 또는 인공적인 다양한 색채로 장식되어 있다. 본래 색은 자연적인 것이고, 자연현상에 관련된 것이었다. 우리가 보통 사용하고 있는 원색·천연색이라고 하는 말이 이것을 뒷받침해 주고 있다. 그러나 오늘날에는 여러 가지 염료나 안료를 써서 도장이나 인쇄에 의해 재료를 마음대로 착색함으로써 이러한 색의 세계를 인공적으로 조작하고 있는 것이다. 인간은 자연계로부터 채색이라고 하는 마법을 배우고, 이것을 이용하여 그들의 생활을 풍요롭게 하고 있다. 그 마법의 근원은 도대체 무엇인가. 실은 이것도 색이 나타나는 원인을 분자의 레벨에서 고찰해 보면, 그 분자를 구성하고 있는 원자의 결합력을 조절함으로써 색이 생겨난다는 사실을 알 수가 있다.

## 자연에 존재하는 색소
천연색소는 카로티노이드 색소·키논형 색소·인디고형 색소·피리미딘유도체·폴리피린계 색소·안토시아닌계 색소·플라본계 색소와 같은 몇 가지 유형으로 나눌 수 있다.

## 안토시아닌계 색소

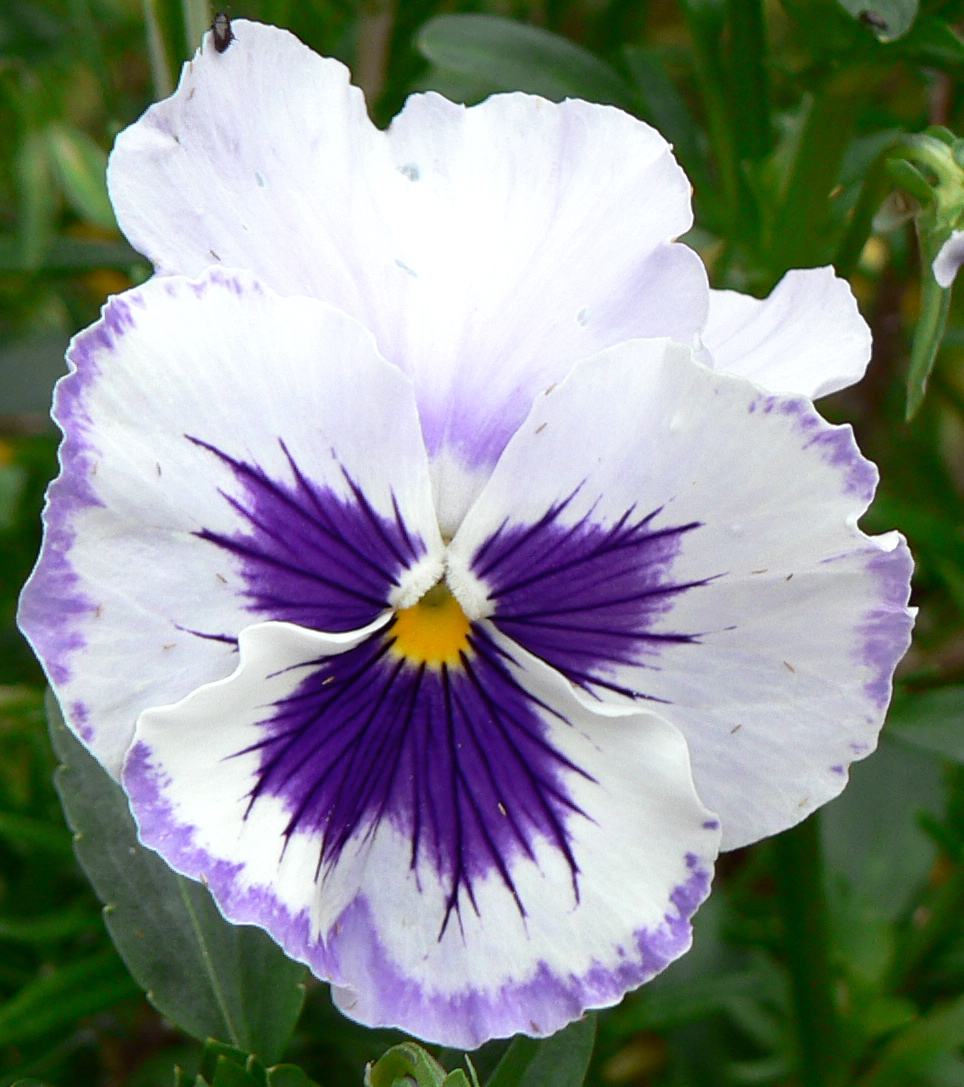
꽃잎에 작용한 안토시아닌. 팬지

꽃의 색, 특히 청색이나 적색 또는 자색이나 과실의 색은 안토시아닌계의 색소인 것이 많다. 또 재미있는 사실은 이들 색소는 pH로써 그 색을 구분할 수 있다는 점이다. 예를 들면 산성에서는 적색, 중성에서는 자색, 알칼리성에서는 청색이다. 그러나 세포 내의 pH는 3.5∼5.5 범위이므로 알칼리성을 나타내는 것이 없으므로 시험관 내에서와 같은 변화는 볼 수 없다. 달구지국화 등의 청색의 본체는 안토시아닌분자와 금속원자를 주성분으로 하는 유기금속착체라고 한다.

## 플라본계 색소
식물에 널리 존재하는 황색의 색소로, 앵초 및 그 밖의 꽃이나 밀감류의 열매를 비롯하여 야채 등에도 함유되어 있다. 이 색소는 〔그림〕－1에서 보는 바와 같은 분자가 골격을 이루고 있고, 여기에 당이 결합한 글리콕시드의 형 또는 탄닌산에스테르의 형태로 존재하고 있다.

## 카로티노이드 색소
당근이나 토마토의 적색 색소로, 긴 불포화결합을 가진 분자이다. 이것은 향유(香油)의 성분인 테르펜류나 비타민A 등과 아주 비슷한 구조를 하고 있다. 사실 카로티노이드의 일종인 카로틴은 동물의 생체 내에서 비타민A로 변화한다. 또 카로틴의 일종인 β-카로틴은 산화하면 제비꽃과 같은 냄새가 난다는 사실도 알려져 있다. 식물이 만들어 내는 비슷한 구조를 가진 물질들이 제각기 향기·색·비타민 성분 등과 같은 여러 가지 역할을 한다는 사실은 매우 흥미 있는 일이다. 이상에서 말한 몇 가지 천연색소는 모두 불포화결합이 분자 내에 연결되어 있어, 뒤에 말하는 발색의 원자와 잘 부합된다는 사실을 알 수가 있다.

## 전자파

### 빛과 색
색 혹은 빛이라고 하는 것은 라디오나 텔레비전의 전파 또는 X선·감마선 등과 본질적으로 동일한 전자파의 일종이다. 인간의 색각은 넓은 스펙트럼을 갖는 전자기파인 빛의 특정 영역에 대해서만 감지할 수 있다. 이를 가시광선이라고 부른다. 각각의 파장역에 따라 적·황·청이라고 하는 색의 자극으로서 감수되는 것이다.
눈은 망막에 있는 간상 세포와 원추 세포를 통해 색을 느낀다. 눈에는 서로 다른 빛에 더 잘 반응하는 세 종류의 원추 세포가 있다. 이들 원추 세포는 각각 노랑~주황색, 녹색, 파랑의 파장에 가장 잘 반응하며 각각의 원추 세포는 반응 정도에 단백질의 일종인 옵신을 분비하여 시신경을 자극한다. 이것이 색의 특성 중의 하나인 삼원색의 생리학적인 바탕이다.

### 전자파가 가지는 에너지와 물질
전자파는 파장이 짧아질수록 큰 에너지를 가지고 있다. 우선 비교적 파장이 긴 적외선 영역에서는 그 에너지의 크기가 분자 전체의 운동에너지에 해당하는 것으로부터 분자의 일부인 원자 또는 원자단이 진동하는 에너지에 대응하는 것에 이르기까지 여러 가지가 있다. 따라서 물질에 적외선을 조사하면 분자는 그 운동이 빨라지거나 또는 원자와 원자를 연결하고 있는 결합에 흡수되어 버린다. 또 반대로 OH기가 흡수하는 파장이나 O＝C 결합이 흡수하는 파장은 대개 어떤 분자에도 정해져 있으므로, 그 흡수 스펙트럼을 조사하면 분자 속에 어떠한 기가 함유되어 있는가를 알 수가 있다. 다음에 8,000Å 이하의 자외선 영역이 가지는 에너지는 원자핵을 둘러싸는 전자의 에너지상태에 대응하고, 그 전자가 어떤 안정상태에서 여기상태로 옮겨진 때의 에너지차에 해당한다. 그 때문에 이 영역의 전자파를 받으면 전자는 에너지를 흡수하여 여기상태로 된다. 또 반대로 안정상태로 정지될 때는 여분의 에너지를 전자파의 형태로 방출한다. 한편 단파장의 X선이나 알파선 등은 높은 에너지를 가지며, 특히 감마선 등은 원자핵 그 자체를 파괴할 정도의 높은 에너지를 가지고 있다.

### 유색물질과 무색물질의 차이
전자파가 가지는 에너지는 여러 장소에서 분자에 흡수된다. 이 중에서 가시광선의 부분을 흡수하는 물질은 유색으로 보이게 된다. 그런데 빛의 파장 중 어떤 부분이 흡수되는가는 분자 내의 전자의 상태에 의해 결정된다. 즉 강하게 구속되어 있는 전자를 여기하는 데는 자외선과 같은 파장이 짧은 빛의 에너지가 필요하다. 한편 분자 내에서 전자가 활동하기 쉽게 되어 있는 것은 가시광선 정도의 파장이 갖는 에너지에 의해서도 여기된다. 즉 탄화수소·탄수화물과 같은 유기물질의 대부분은 전자를 구속하는 힘이 강하므로, 전자는 4,000Å 이하인 자외선 영역의 빛에서야 비로소 여기된다. 에너지가 낮은 가시광선은 모두 투과 혹은 반사되어 버린다. 그 때문에 무색으로서 느껴지는 것이 많다. 한편 기타의 착색물질은 그 분자가 가시광선의 빛을 흡수하기 쉬운 전자 상태를 가지고 있다.

### 변색의 원인

페놀프탈레인 분자 (그림-2)

흡수되는 빛의 파장이 전자의 상태로 변한다는 것은 잘 아는 사실이다. 이 원리를 교묘하게 응용한 것이 화학실험을 할 때 사용하는 산·알칼리 지시약이다. 지시약의 색이 변하는 것을 예로 하여, 물체가 착색되어 보이는 원인을 좀더 설명해 보기로 한다. 지시약으로서 사용되는 것에 남미산의 리트머스이끼에서 얻어지는 색소(리트머스액)와 페놀프탈레인 등 여러 가지가 있다. 페놀프탈레인 분자는 (그림-2)에서 보는 바와 같은데, 이것은 무수 프탈산과 페놀로 합성된다. 이것은 원래 그 자체는 무색이지만 약알칼리성으로 되면 선홍색으로 발색한다. 이 때 OH기의 하나는 알칼리와 반응하여 －ONa 등으로 되고, 하나는 ＝O로 변한다. 또 중앙의 탄소와 산소로 결합되어 있던 카르복시기는 －COONa와 염으로 되어 떨어져 나간다. 알칼리 용액 중에서의 페놀프탈레인 분자의 전자상태 및 산성 또는 중성 용액에서의 전자상태를 비교해 보자. 산성이나 중성인 경우, 3개의 벤젠환은 각기 독립되어 있어서 전자가 회전하는 범위도 벤젠환 내에 국한되어 있다. 한편 알칼리성으로 한 경우에 전자는 중앙의 탄소와 벤젠환의 이중결합을 통해 분자 전체에 펼쳐지게 된다. 즉 전자는 헐겁게 결합된 상태로 된다. 그 때문에 전자는 여기되기 쉽게 되고, 흡수되는 파장이 중성·산성인 경우의 자외선 영역에서 벗어나 5,500Å 전후인 가시광선 부분으로 피크를 이루게 된다. 그 때문에 페놀프탈레인은 적색으로 보이게 되는 것이다.

### 발색과 원자의 관계

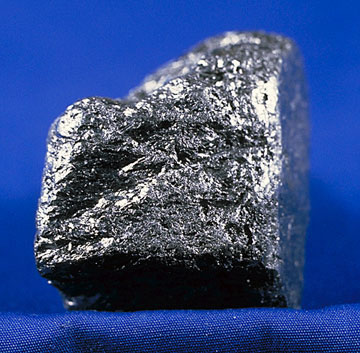
흑연

일반적으로 분자에 길게 연결된 불포화결합이 있으면 전자가 자유로이 활동하는 공간이 커져서 흡수하는 파장이 긴 파장 쪽으로 미끌어져 나오게 된다. (CH＝CH)n을 예로 들어 일련의 화합물에서 색이 어떻게 변화하는가를 살펴보기로 하자. n((CH＝CH)n에서 n을 말함)이 1∼2인 경우는 무색, 즉 자외부(紫外部)에 그 흡수역이 있는 분자이다. 그러나 n이 3, 4, 5와 같이 그 수가 증가함에 따라 황색 → 오렌지색으로 되고, 7∼11에서는 청색 → 청자색으로 되며, 50 이상에서는 녹흑색으로 변하게 된다. 예로 든 일련의 화합물과 같이 탄소·수소로 된 화합물 중에서 불포화결합이 없는 파라핀이나 석유는 무색이고, 불포화결합만으로 된 흑연은 진흑색인 것도 역시 같은 원리로서 이해할 수 있다.
또 유기물질은 탄소 수소 이외에 산소·질소·황과 같은 원소를 함유하고 있는 것도 있다. 같은 불포화결합이라도 탄소 이외의 원소가 관계하고 있는 경우에는 상태도 각기 다르다. 이와 같이 분자에 존재하는 불포화결합의 유무와 또 그 불포화결합의 종류에 따라서 분자는 색을 달리하게 된다. 이와 같이 발색에 관계하는 결합을 '발색단(chromophore)'이라고 하며, 제각기 특별한 명칭이 붙어져 있다. 이 밖에 －NR2, －NHR, －NH2, －OH, －OCH3 등의 원자단이 발색단과 결합되어 있으면 색이 잘 나타나게 되므로, 이러한 원자단을 '조색단'이라고 한다.

## 삼원색

빛의 삼원색 (가산혼합)

색의 삼원색 (감산혼합)

### 삼원색과 색의 혼합
삼원색은 가산혼합과 감산혼합에서 기본이 되는 색이다. 각각의 혼합 방식에 따라 다른 색들은 삼원색의 적절한 비율로 표현된다.
- 가산혼합의 삼원색

| 색 이름 | 웹 색상 |
| ------- | ------- |
| 빨강    | #FF0000 |
| 초록    | #00FF00 |
| 파랑    | #0000FF |

- 감산혼합의 삼원색

| 색 이름 | 웹 색상 |
| ------- | ------- |
| 마젠타  | #FF00FF |
| 시안    | #00FFFF |
| 노랑    | #FFFF00 |

## 같이 보기
- 가시광선
- 색상환
- 삼원색
- 웹 색상
- RGB
- CMYK